# Palamedes

Palamedes, Marmorstatue von Antonio Canova

Palamedes (altgriechisch Παλαμήδης Palamḗdēs) ist in der griechischen Mythologie ein Heros aus Euboia oder der Argolis und ein Sohn des Nauplios. Als seine Mutter werden Philyra, Klymene oder Hesione genannt.

## Mythen
Palamedes war ein Schüler des Kentauren Cheiron und galt vielen als Klügster unter den Menschen. Ihm wurde nicht nur die Erfindung der Buchstaben zugeschrieben, sondern auch jene der Zahlen, von Maß und Waage, von Münzen, der Zeitrechnung und vielem anderen mehr.
Als Heerführer der Griechen im Trojanischen Krieg bewies er mehrfach seine Umsicht. Er leitete erfolgreiche Streifzüge, wehrte eine Hungersnot ab und gab den Soldaten oft neuen Mut: Er deutete ungünstige Vorzeichen (etwa eine Sonnenfinsternis) um und ersann das Brettspiel als Zeitvertreib; vielleicht geht das griechische Nationalspiel Tavli auf ihn zurück.
Seine Klugheit trug Palamedes den Neid des wegen seiner List berühmten Odysseus ein. Dieser Neid schlug in Hass um, als Palamedes Odysseus durchschaute, der sich einer Teilnahme am Krieg gegen Troja entziehen wollte: Der Listenreiche täuschte Wahnsinn vor, indem er mit einem Gespann aus Pferd und Ochse pflügte und Salz in die Furchen säte. Palamedes jedoch legte Telemachos, Odysseus’ kleinen Sohn, vor den Pflug; der Vater hob die Schar über den Säugling hinweg. Damit war erwiesen, dass Odysseus sehr wohl bei Verstande war, und er musste am Feldzug teilnehmen.
Bei der Belagerung Trojas dann rächte sich Odysseus. Er versteckte Gold im Zelt des Palamedes und verfasste ein Schreiben, in welchem der trojanische König Priamos eine hohe Belohnung für den Verrat des Lagerstandortes versprach. Dieser gefälschte Brief und das im Zelt gefundene Gold wurden Palamedes zum Verhängnis; die anderen Fürsten verurteilten ihn zum Tode durch Steinigung. „Freue dich, Wahrheit, du bist vor mir gestorben“ sollen seine letzten Worte gewesen sein.
Die Untat erweckte jedoch den Zorn der Göttin Nemesis, welche beschloss, diesen Frevel an den Griechen und insbesondere an Odysseus zu rächen.
In der Aeneis wird die Geschichte vom Griechen Sinon erzählt: Die Trojaner hatten ihn nach der vorgetäuschten Abreise der Achaier gefangen genommen. Er behauptete, ein Verwandter des Palamedes und nach dessen Tod ebenfalls von Odysseus verfolgt worden zu sein. So gewann er das Vertrauen der Trojaner und veranlasste sie, das legendäre Pferd in die Stadt zu holen.

## Rezeption
Der Sophist Gorgias schrieb als Prunk- und Musterrede eine Verteidigung des Palamedes. Aischylos, Sophokles und Euripides verfassten jeweils eine (nicht erhaltene) Tragödie mit dem Titel Palamedes.

## Namensgebungen
Die Festung von Nauplion heißt Palamidi. Unter Schachspielern galt Palamedes bis ins 19. Jahrhundert als Erfinder dieses Spiels; daher hießen Schachklubs früher gelegentlich Palamedes, und die erste europäische Schachzeitschrift nannte sich Le Palamède. Auch ein Backgammon-Computerspiel und ein Asteroid sind nach ihm benannt. Der Baron de Charlus in Marcel Prousts Romanzyklus Auf der Suche nach der verlorenen Zeit heißt mit vollständigem Namen Palamède de Guermantes, baron de Charlus.